# Myrcia neosalicifolia
Myrcia neosalicifolia là một loài thực vật có hoa trong Họ Đào kim nương. Loài này được Urb. & Ekman mô tả khoa học đầu tiên năm 1929.